# 多重聚合酶鏈式反應
多重聚合酶链式反应（英語：Multiplex Polymerase Chain Reaction, Multiplex PCR）是指利用聚合酶链式反应同时扩增數个不同的DNA序列（像在同一個反应中進行许多单独的聚合酶链式反应）。该过程使用多个引子和溫度敏感的DNA聚合酶在循環熱儀裡複製樣品中的DNA。其中使用的的所有引子必须特別設計以符合相同的黏合溫度。
1988年，多重PCR首次被用來检测肌肉萎縮症基因缺陷的方法。它也被用來檢測類固醇硫酸酯酶
基因。 2008年，多重PCR技术開始被用來分析微卫星和SNP。2020年，美國疾管局使用了反轉錄多重PCR技術來針對 SARS-CoV-2 病毒中的多個基因標的進行檢測，此技術增加了單一測試的目標數量和樣品通量大小。
多重PCR的一組反應物中包含多個引子组，能夠針對不同DNA序列放大出大小不同的扩增子，進而可以从單次测试中获得原本需要更多時間和耗材的反應結果。每个引子组的黏合溫度必须特別設計，以在同个反应中正確放大目標，另外扩增子的大小（即其產物鹼基长度）應有足夠的差異，以便在凝胶电泳的結果中分辨為不同的条带。如果扩增子大小太相近，则可選擇使用帶有不同颜色的荧光標定的引子来区分不同的扩增子。市面上已有用于多重PCR的试剂組，并被许多法医实验室用来放大已被分解的DNA样品。

## 应用
多重PCR的一些应用包括：
1. 病原鉴定：例如下呼吸道感染的病人往往在微生物培養前常已使用了抗生素，有時不容易培養出致病菌。2006年時Stralin、Korsgaard、Olcen等人以多重PCR檢測支氣管肺泡沖洗液（bronchoalveolar lavage, BAL）中的S. pneumoniae（lytA, 229 bp）、M. pneumoniae（Pl, 483 bp）、C. pneumoniae（ompA, 368 bp）及H. influenzae（16S rRNA gene, 538 bp）（括弧為基因標的及PCR產物長度）。在156個下呼吸道感染病人檢體中，以傳統方式培養出C. pneumoniae（ompA, 368 bp）、M. pneumoniae（Pl, 483 bp）、S. pneumoniae（lytA, 229 bp）及H. influenzae之比例分別為0%、3.2%、14%及21%。若以多重PCR則檢測上述四種病原菌，則檢出率分別為0.6%、3.2%、28%及47%。值得注意的是103個已使用抗生素的病人中，培養法只檢出2.9%的檢體有S. pneumoniae，顯示這個方法對已接受抗生素治療的病人特別有效果[5]。
2. 高通量SNP基因分型
3. 变异分析
4. 基因缺失分析
5. 模板定量
6. 连锁分析
7. RNA检测
8. 法医研究
9. 饮食分析